# Governo del Brasile
Il Governo del Brasile (in portoghese Gabinete do Brasil, anche noto come Conselho de Ministros o Conselho de Governo) è un organo del sistema politico brasiliano, composto dal presidente del Brasile e dai Ministri, che a loro volta formano il gabinetto di governo, posto al vertice del potere esecutivo. Per il suo carattere federale, il paese ha due strutture governative: il governo nazionale (o federale) e 26 governi statali, ciascuno dei quali esercita tutti i poteri non espressamente delegati al governo nazionale.
Il governo attuale è il Governo Lula II, entrato in carica il 1º gennaio 2023 in seguito alle elezioni presidenziali del 2022.

## Funzionamento
Ai sensi della Costituzione del Brasile, la composizione del ramo esecutivo comprende, nel presidente, i poteri di capo di Stato e capo di governo, essendo a questi conferito formalmente il potere di amministrare e rappresentare gli interessi della nazione. Il presidente è anche il capo delle Forze armate brasiliane.
Il gabinetto poi, si divide quando è strettamente costituito dai ministri e, in senso lato, quando comprende tutti i funzionari nominati dal potere esecutivo.
Il presidente è eletto a suffragio universale dai cittadini della nazione, mentre i ministri, sottostando al Presidente, sono nominati e rimossi a suo piacimento.